# James Wetherbee
James D. Wetherbee (Flushing, 27 novembre 1952) è un astronauta statunitense.